# 1773.
◄ | 17. stoljeće | 18. stoljeće | 19. stoljeće | ►
◄ | 1740-ih | 1750-ih | 1760-ih | 1770-ih | 1780-ih | 1790-ih | 1800-ih | ►
◄◄ | ◄ | 1770. | 1771. | 1772. | 1773. | 1774. | 1775. | 1776. | ► | ►►
Arhitektura • Astronomija • Biologija • Glazba • Kazalište • Kemija • Kiparstvo • Knjige • Književnost • Kršćanstvo • Medicina • Politika • Pravo • Promet • Slikarstvo • Znanost

## Rođenja
- 9. veljače – William Henry Harrison, 9. predsjednik SAD-a († 1841.)
- 24. travnja – Arsenije Glić, hrvatski hagiograf i pisac († 1724.)
- 31. svibnja. – Ludwig Tieck, njemački književnik († 1853.)
- 13. lipnja – Thomas Young, engleski fizičar, liječnik i astronom († 1829.)

## Smrti
- Trajan Lalić, dubrovački dobročinitelj

## Vanjske poveznice
|  | Zajednički poslužitelj ima još gradiva o temi 1773. |